# ゴーストマスター
『ゴーストマスター』は、2019年12月6日にシネマカリテ他で公開された日本映画。

## 概要
TSUTAYAが主催する映像企画発掘コンペ「TSUTAYA CREATERS'PROGRAM FILM 2016」で準グランプリを受賞した、アメリカ人の父と日本人の母を持つヤング・ポール監督の長編デビュー作。
主演は三浦貴大、成海璃子。劇中の映画撮影チームの面々として、板垣瑞生、永尾まりや、原嶋元久、寺中寿之、篠原信一、川瀬陽太、柴本幸、森下能幸、手塚とおる、麿赤兒らが共演。
第37回ブリュッセル国際ファンタスティック映画祭Spamflix Asian Film部門、第52回シッチェス・カタロニア国際映画祭JAPAN MADNESS部門の正式出品作品、第40回ポルト国際映画祭OFFICIAL FANTASY部門に選出・出品され、日本人の新人監督作品としては異例の世界三大ファンタスティック映画祭を制覇。 第40回ポルト国際映画祭では最高賞の最優秀作品賞を受賞。
イタリアで開催された新進の国際映画祭 1st Be Afraid Horror Festでは、特別審査員賞を受賞。
ほか、第23回富川国際ファンタスティック映画祭World Fantastic Red部門に選出・出品されるなど、合計10以上の海外映画祭に正式出品されている。
カリテ・ファンタスティック! シネマコレクション2019 クロージング作品。上映時の舞台挨拶で作品について、監督のヤングポールは「撮影現場ってものすごく過酷で、労働環境はいまだに悪い。だからと言って好きだからやめられない……。そういう思いが根本にあったので、劇中に出てくる描写は結構リアルです」と語っている。
主題歌はマテリアルクラブが担当。

## あらすじ
とある “壁ドン”映画の撮影現場で、監督やスタッフからこき使われる、助監督・黒沢明。名前だけは“巨匠”で“一流”だが、断れない性格で要領の悪い、B級ホラーを愛するただの気弱な映画オタク。いつか自分が監督として撮ることを夢見て、書き温めていた脚本「ゴーストマスター」が心の支えで、常に肌身離さずに持ち歩いていた。しかし、あまりに過酷すぎる撮影現場でうっ積した黒沢の不満と怨念のような映画愛がこの“脚本”に悪霊を宿し、撮影現場を阿鼻叫喚の地獄へと変えていく。

## キャスト
- 黒沢明：三浦貴大
- 渡良瀬真菜：成海璃子
- 桜庭勇也：板垣瑞生
- 牧村百瀬：永尾まりや
- 石田謙信：原嶋元久
- 室井凡太：寺中寿之
- 鈴木敦：篠原信一
- 土田太志：川瀬陽太
- 白石景子：柴本幸
- 松尾正平：森下能幸
- 柴田彰久：手塚とおる
- 轟哲彦：麿赤兒

## スタッフ
- 監督：ヤング・ポール
- 脚本：楠野一郎、ヤング・ポール
- 撮影：戸田義久
- 照明：中村晋平
- 録音：臼井勝
- 美術：佐々木記貴
- 特殊スタイリスト：百武朋
- VFX監督：國米修市
- スタイリスト：小磯和代
- ヘアメイク：須見有樹子
- 編集：洲崎千恵子
- 音楽：渡邊琢磨
- 主題歌：マテリアルクラブ
- 助監督：瀬戸慎吾、斉藤博士